# Храм Траяна
Храм Траяна ― ныне утраченное древнеримское культовое сооружение, посвящённое императору Траяну и его жене Помпее Плотине после их обожествления римским сенатом. Он был построен на Форуме Траяна в Риме приёмным сыном Траяна и его преемником Адрианом период между 125 и 138 годами. Архитектором храма был Аполлодор из Дамаска.
Сооружение было разрушено в средние века.
Точный местонахождение храма неизвестно. Изначально предполагалось, что он располагался на месте Палаццо Валентини и что этот палаццо повторно использовал камень из храма при своём строительстве, но при раскопках не было обнаружено никаких следов храма Траяна, только остатки инсулы с более мелкими основаниями, чем те, которые необходимы для такого рода храма. Возможно, храм должен был находиться в центре внутреннего двора форума напротив форуму Августа или где-либо ещё (некоторые исследователи предлагают в качестве местоположения две комнаты в Библиотеке), а не в северном положении, как это предполагалось ранее.
Посвящающая надпись храма сохранилась в музеях Ватикана. Огромная монолитная гранитная колонна (2 метра в диаметре) с белым мраморным верхом (сама по себе высотой 2,12 метра) сохранилась возле Колонны Траяна и, возможно, была унесена из храма. Среди многих зданий, возведённых при Адриане, только этому храму он желал прикрепить своё имя. Храм был, вероятно, огромным по своим размерам и окружён портиком, похожим на Храм Божественного Адриана. Самого Траяна, впрочем, похоронили не в храме, а у основания его триумфальной колонны.